# Verso sciolto
Verso sciolto (ungefär 'fri vers' eller 'upplöst vers') är ett orimmat italienskt versmått som uppstod under renässansen.